# 코피트나리 공항
코피트나리 공항(IATA: KUT, ICAO: UGKO)은 조지아에서 두 번째로 큰 도시이자 이메레티 주의 주도인 쿠타이시 서부 14km에 위치한 공항이다. 이 공항은 현재 조지아에서 운영 중인 3개의 국제공항 가운데 하나이다.

## 운항 노선
| 항공사            | 목적지               |
| ----------------- | -------------------- |
| 에어로스비트 항공 | 키예프(보리스필)     |
| 조지아 항공       | 모스크바(도모데도보) |
| S7 항공           | 모스크바(도모데도보) |
| 우랄 항공         | 모스크바(도모데도보) |
| 윈드로즈 항공     | 키예프(보리스필)     |